# Шамхазай
Шамхазай (ивр. שמהזאי‎; Самаазай или Тамхазай; Самхазай; Шамахзай; Семиаз; Семиаза; англ. Samyaza; Semjâzâ; также ивр. עזה‎; Аза, Азза) — персонаж апокрифов, падший ангел.

## Ушедшие с неба
Согласно Таргуму Псевдо-Ионафана (Псевдо-Ионатана) к Быт. 6:4 под «нефилим» (великанами) подразумеваются Шамхазай и его товарищ Азазель (Азаэль, или Уззаэль), которые ушли с неба на землю в «те дни», то есть во время потопа.
По мидрашитской легенде в дни, предшествовавшие потопу, Бог высказал своё недовольство людьми за поклонение идолам. Тогда Шамхазай и Азазель напомнили Богу, что ещё при сотворении мира они указали Ему на недостатки людей, не заслуживающих внимания со стороны Творца. На это Бог возразил, что если бы Шамхазай и Азазель жили на земле, то и они стали бы рабами страстей. Тогда оба ангела попросили у Бога разрешение поселиться на земле, чтобы прославлять имя Божие.
На Земле Шамхазай воспламенился любовью к женщине по имени Иштар; когда он попросил её освободить его от власти её чар, она потребовала от него, чтобы он назвал ей имя Бога (Шем га-Мефораш), с помощью которого она могла бы уйти на небо. Когда он ей назвал имя Бога, она произнесла это имя и взошла на небо. После этого Шамхазай женился на другой женщине, от которой имел сына Хию (Ахию), будущего отца библейских царей Сигона и Ога.

## Книга Еноха
Согласно книге Еноха, Шамхазай — именуемый в книге Семиаз (Семиаза; Семъйяза) — не сам сошёл с неба, чтобы прославлять Бога, а был изгнан оттуда вместе с Азазелем и 200 другими ангелами за увлечение женщинами. Архангел Михаил связал его и заключил в темницу под горами (Кн. Еноха, VI, 3; X, 10). А Гавриил, вместе с остальными тремя архангелами, схватил Семиазу и его сотоварищей и бросил их в огонь (Кн. Еноха, LIV, 6).
По одному фрагментарному тексту книги Еноха предводителем восстания и главным виновником развращения женщин был Азазель. По другому — Шамхазай являлся главой обольстителей. Вокруг него как центра группируется множество талмудических легенд. Из легенды, рассказанной в книге Еноха, видно, что под начальством этих двух предводителей-повстанцев, когда они поклялись на горе Хермон свергнуть небесное правление, было десять высших и сто низших ангелов. Наказывают их архангелы Михаил, Гавриил, Рафаил и Уриель (Енох, IX, 1).
Шамхазай и Азазель тайно сообщают небесные секреты царю Соломону. Многие ангелы были впоследствии обвинены в сообщении людям различных небесных тайн, подслушанных ими за занавесью (מאחורי הפרגוד, Бер., 186) и за это смещены с занимаемых ими мест (Beresch. rab., XVIII).